# モンテクリスト島
モンテクリスト島（モンテクリストとう、Isola di Montecristo）は、ティレニア海に浮かぶイタリアの島。トスカーナ群島に属する島の一つで、イタリア本土とコルシカ島の中間、エルバ島の南約40kmに位置する。
イタリア語で「キリストの山」を意味するこの島は、デュマの小説『モンテ・クリスト伯』の舞台として知られる。島は自然保護区に指定されており、入島には許可が必要である。

## 地理

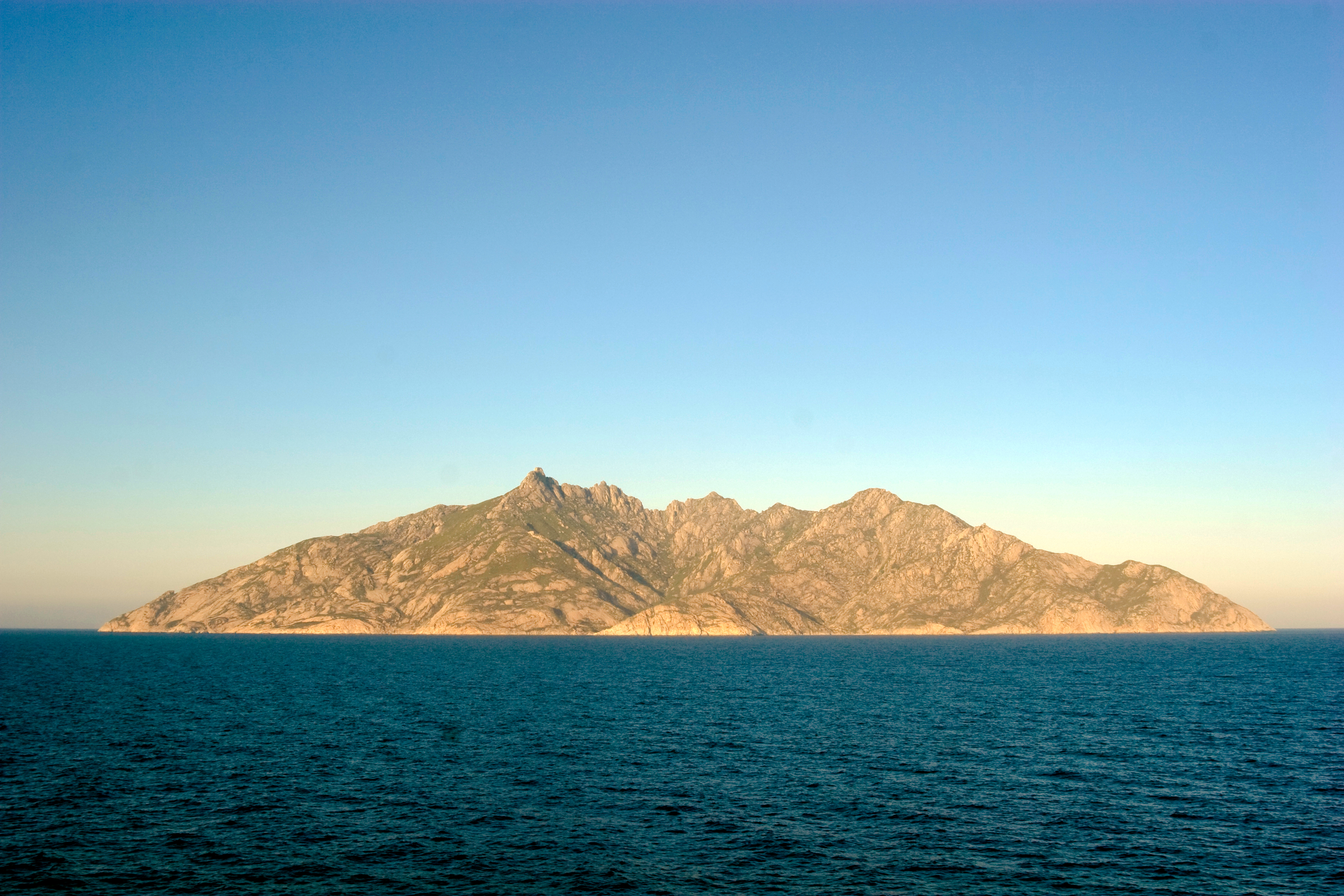
北側から見たモンテクリスト島

モンテクリスト島は海底から屹立する火山の頂上部にあたり、最高地点はフォルテッツァ山（Fortezza、645m）である。
この島は渡り鳥が羽を休める場であり、独特の動物相・植物相を持っている。周辺の海域にも豊かな生態系があり、1970年代の終わりころまではアザラシ（チチュウカイモンクアザラシ）さえ見られた。モンテクリスト島を含む群島一帯はトスカーナ群島国立公園に指定されており、島は自然保護区になっている。
島の西側の Cala Maestra の入江に面して、19世紀半ばにイギリス人によって建てられた別荘（のちにヴィットーリオ・エマヌエーレ3世の滞在に供された）があるほかには、廃墟と化した中世の修道院跡があるばかりで、集落はない。森林警備隊 (it:Corpo Forestale dello Stato) から派遣される管理人が1週間ずつ交替しながら2名常駐しているのみである。入島には許可証が必要であり、公共交通機関がないためにアクセス方法も個人的なヨットなどに限られる。
行政上はトスカーナ州リヴォルノ県に属しており、約40km北に浮かぶエルバ島の中心コムーネ・ポルトフェッラーイオの管轄となっている。

## 歴史
古代には Oglasa と呼ばれた。中世にはこの島にサンミリアーノ修道院 (it:Monastero di San Mamiliano) が建てられて信仰の島となったが、16世紀にはオスマン帝国の海賊の襲撃を受けて修道院は衰退し、19世紀前半までには廃墟となった。デュマが描いた莫大な財宝の物語はフィクションであるが、この島には海賊による破壊と略奪から免れるため修道士たちが財宝を埋めたという伝説があった。
イタリア統一後の一時期、この島は流刑地として使われたこともある。この島は1896年、ヴィットーリオ・エマヌエーレ3世（当時王太子）とエレナ妃の新婚旅行の最後の訪問地となり、1899年にはヴィットーリオ・エマヌエーレ3世のための御用猟場として禁猟区となった。禁猟区の制度は、1971年にこの島が自然保護区に指定されるまで続いた。

## モンテクリスト島を舞台にした小説
モンテクリスト島は、アレクサンドル・デュマ・ペールの小説『モンテ・クリスト伯』（1844年 - 1846年）の舞台となったことでその名を知られている。無実の罪で投獄された主人公エドモン・ダンテスは、脱獄に成功してこの島に隠された莫大な財宝を手にし、「モンテ・クリスト伯」を名乗って自らを陥れた者たちへの復讐に乗り出す。主人公が島で財宝を探索する場面があるが、同作品における島の描写と実際の島の状況は必ずしも一致しない。

## ギャラリー

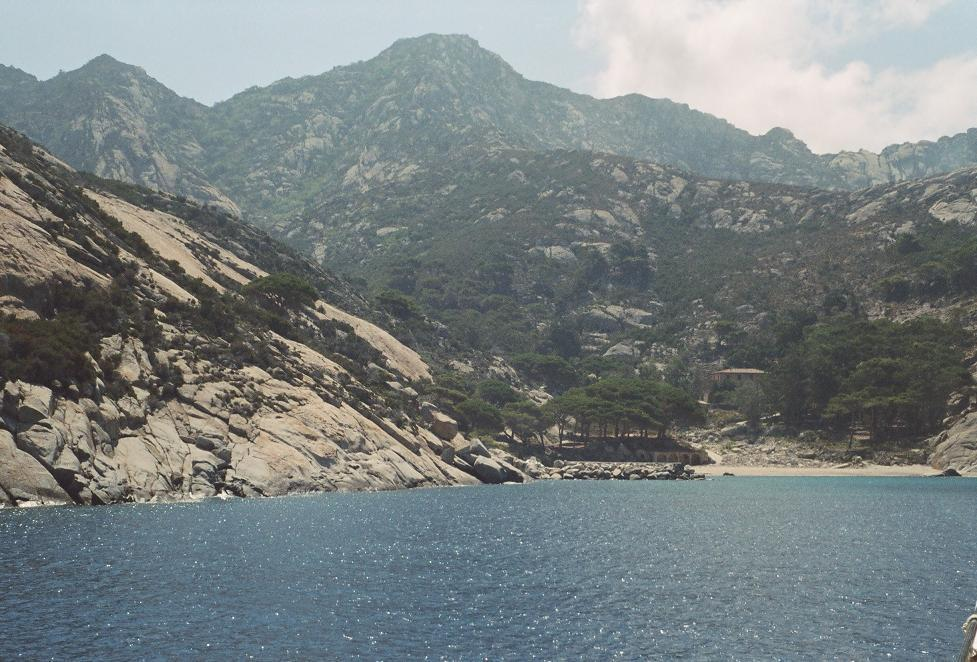
モンテクリスト島
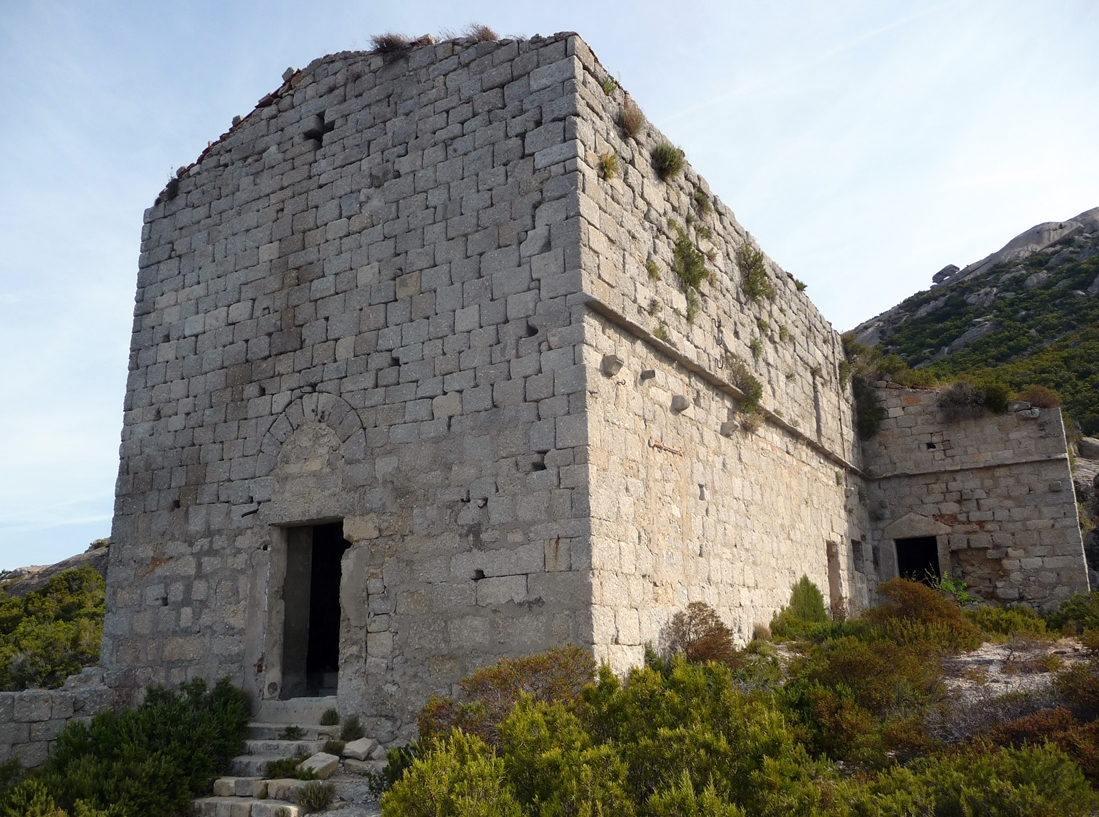
修道院跡
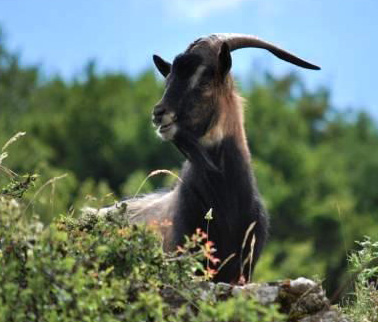
島のヤギ（Capra hircus aegagrus）